# Диаграмма загрузка-дальность
Диаграмма загрузка-дальность — графическое отображение соотношения между полезной нагрузкой и дальностью полета самолета.

## Теоретические основы
Под полезной нагрузкой понимается масса, которую принимает самолет, за вычетом массы топлива.
Конструкция самолёта имеет некоторую конечную прочность, поэтому для каждого самолёта существует максимальный взлётный вес, превышение которого приводит к разрушению конструкции. Количество топлива, которое может взять самолёт, равно максимальному взлётному весу за вычетом полезной загрузки и собственной массы пустого самолёта. Однако самолёт имеет ограниченную ёмкость топливных баков, поэтому масса топлива не может превышать некоторую максимальную величину. При максимальном взлётном весе увеличение дальности полёта (т.е. количества топлива на борту) достигается только за счёт уменьшения полезной нагрузки, причём эта зависимость близка к линейной.

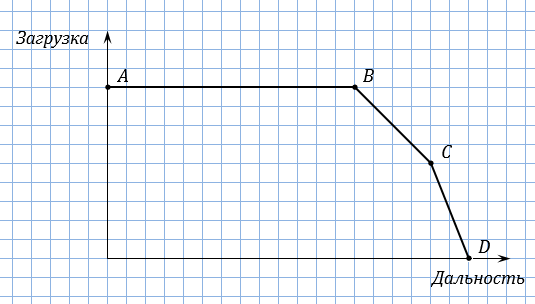
Рисунок 1 — Характерные точки диаграммы загрузка-дальность

Диаграмма загрузка-дальность имеет несколько характерных точек (рисунок 1).
А — точка максимальной загрузки при нулевом запасе топлива и, соответственно, нулевой дальности полёта. Поскольку максимальный взлётный вес при этом ещё не достигнут, самолёт может принять топливо, увеличивая дальность полёта. Этому режиму соответствует горизонтальный участок характеристики АВ.
B — точка максимальной дальности полёта при максимальной загрузке. В точке В самолёт достигает максимального взлётного веса, однако топливные баки заполнены не до конца. Дальнейшее увеличение запаса топлива возможно только за счёт уменьшения полезной нагрузки. Этому режиму соответствует отрезок ВС.
С — точка, в которой достигается максимальный запас топлива. Дальнейшее увеличение дальности возможно только при уменьшении нагрузки при постоянном запасе топлива. Соответственно, взлётный вес меньше максимального. Этому режиму соответствует участок CD.
D — точка максимальной дальности полёта, которая достигается при нулевой полезной загрузке.
В качестве примера приведём численные данные по самолёту «Боинг-787-9»:

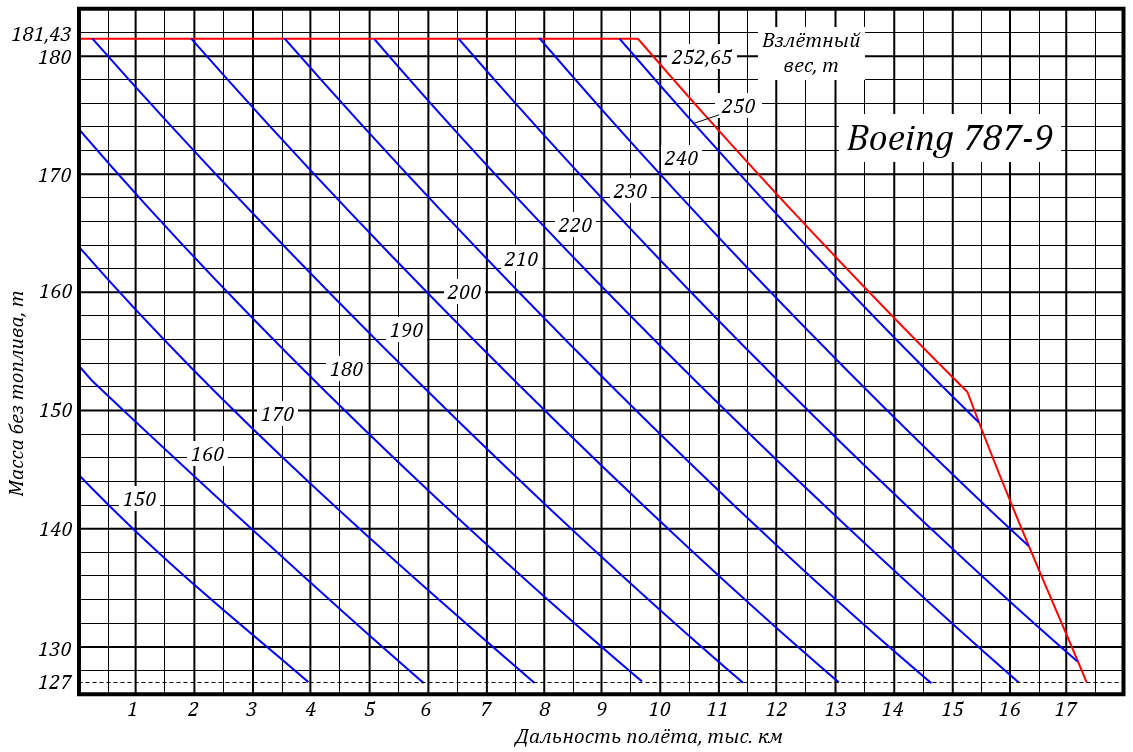
Рисунок 2 — Диаграмма загрузка-дальность, Boeing 787-9

| Точка | Взлётный вес, т | Дальность полёта, км | Масса без топлива, т | Масса пустого, т | Полезная загрузка, т | Масса топлива на взлёте, т |
| ----- | --------------- | -------------------- | -------------------- | ---------------- | -------------------- | -------------------------- |
| A     | 181,4           | 0                    | 181,4                | 127,0            | 54,4                 | 0                          |
| B     | 252,7           | 9 800                | 181,4                | 127,0            | 54,4                 | 71,2                       |
| C     | 252,7           | 15 300               | 151,5                | 127,0            | 24,5                 | 101,2                      |
| D     | 228,2           | 17 300               | 127,0                | 127,0            | 0                    | 101,2                      |